# ویه‌را فرباسووا
ویه‌را فرباسووا (چکی: Vera Ferbasová؛ ۲۱ سپتامبر ۱۹۱۳ – ۴ اوت ۱۹۷۶) بازیگر اهل جمهوری چک بود.
از فیلم‌هایی که وی در آن‌ها نقش داشته است، می‌توان به چکاوک‌ها روی بند اشاره نمود.